# تجارت پرمخاطره
تجارت پرمخاطره (انگلیسی: Risky Business) فیلمی در ژانر کمدی-درام به کاگردانی و نویسندگی پل بریکمن است که در سال ۱۹۸۳ منتشر شد.

## بازیگران
- تام کروز
- ربکا د مورنی
- جو پانتولیانو
- ریچارد ماسور
- برانسون پینچوت
- کورتیس آرمسترانگ
- جانت کرول
- بروس ای یونگ
- کوین اندرسون
- شرا دانیزی